# Relations entre l'Autriche et Chypre
Les relations entre l'Autriche et Chypre sont les relations étrangères bilatérales de l'Autriche et de Chypre, deux États membres de l'Union européenne.

## Histoire
En 1974, trois soldats autrichiens membres de la Force des Nations unies chargée du maintien de la paix à Chypre ont perdu la vie durant l'invasion turque de Chypre.
Le 20 avril 2017, le ministre de la défense chypriote Christoforos Fokaides et le ministre de la défense autrichien Hans Peter Doskozil ont signé un protocole d'entente sur la coopération en matière militaire à Nicosie.

## Sources

## Compléments